# The Muse
The Muse (conocida como La musa en Latinoamérica) es una película de comedia estadounidense de 1999 dirigida y protagonizada por Albert Brooks en un reparto conformado por Sharon Stone, Jeff Bridges y Andie MacDowell. La película cuenta con apariciones de populares directores y actores realizando cameos como Jennifer Tilly, Rob Reiner, Wolfgang Puck, James Cameron, Martin Scorsese y Lorenzo Lamas. La banda sonora de la película fue compuesta por el reconocido músico de pop Elton John.

## Sinopsis
Steven Phillips es un reputado guionista de cine que lleva varios meses sin producir un éxito. Para recuperar su creatividad decide buscar una musa que lo inspire. Con algo de escepticismo, accede a una cita que le consiguió su amigo con una hermosa mujer llamada Sarah Little.

## Reparto
| Actor            | Personaje       |
| ---------------- | --------------- |
| Albert Brooks    | Steven Phillips |
| Sharon Stone     | Sarah Little    |
| Andie MacDowell  | Laura Phillips  |
| Jeff Bridges     | Jack Warrick    |
| Mark Feuerstein  | Josh Martin     |
| Bradley Whitford | Hal             |
| Steven Wright    | Stan Spielberg  |
| Jennifer Tilly   | Él mismo        |
| Rob Reiner       | Él mismo        |
| Wolfgang Puck    | Él mismo        |
| James Cameron    | Él mismo        |
| Martin Scorsese  | Él mismo        |
| Lorenzo Lamas    | Él mismo        |